# بنك المعرفة المصري
بنك المعرفة المصري (بالإنجليزية: Egyptian Knowledge Bank)‏ هو أرشيف مكتبي عبر الإنترنت يوفر إمكانية الوصول إلى الموارد التعليمية والأدوات للمعلمين، والباحثين، والطلاب الجامعيين، والطلاب في المدارس، والأطفال صغار السن، وأفراد المجتمع المصري عمومًا.

## التأسيس والأهداف
تم الإعلان عن إنشاء بنك المعرفة المصري في"يوم العلم" عام 2015 من قبل الرئيس المصري عبد الفتاح السيسي، وقد تم إطلاقة رسمياً  في "يوم الشباب المصري" 9 يناير 2016 خلال احتفال أُقيم في دار الأوبرا المصرية. وقد بدأ الموقع في استقبال المستخدمين بشكل كامل في 23 يناير 2016. بعد إطلاقه، وقع مجلس التعليم والبحث العلمي المصري اتفاقيات مع أكثر من 26 دار نشر إقليمية ودولية لإدراج موادها في بنك المعرفة المصري. وفقًا لطارق شوقي، رئيس المجلس الاستشاري الرئاسي للتعليم، يُعتبر المشروع محاولة غير مسبوقة لنشر ثقافة المعرفة والتعلم وإلقاء الضوء على قيمة البحث.
وفقًا لطارق شوقي،رئيس المجلس الاستشاري الرئاسي للتعليم، يُعتبر بنك المعرفة المصري مشروعًا مبتكرًا يهدف إلى نشر ثقافة المعرفة والتعلم في المجتمع المصري وتعزيز قيمة البحث العلمي.
وفي قمة المعرفة 2018، تم مناقشة تأسيس الاتحاد الرقمي العربي، الذي يهدف إلى دمج الموارد الإلكترونية لبنك المعرفة المصري، المكتبة السعودية الرقمية، ومكتبة دبي الرقمية، بما يعزز التبادل الثقافي بين الدول العربية ويعزز التعاون في المجالات المعرفية والتعليمية.

## إحصائيات الاستخدام
في أول يوم لإطلاقه، تم تسجيل أكثر من 5000 مستخدم، مع أكثر من 8 ملايين جلسة. وبحلول الأشهر العشرة الأولى، بلغ عدد عمليات البحث أكثر من 69 مليون عملية بحث. تعكس هذه الإحصائيات النجاح الكبير لبنك المعرفة المصري في جذب المستخدمين وتوسيع نطاق الوصول إلى الموارد التعليمية.

## الهدف الأكبر من المشروع
يُعد بنك المعرفة المصري جزءًا من مشروع إصلاح شامل في قطاع التعليم في مصر. يهدف المشروع إلى زيادة الاستثمار في قطاعات البحث والتعليم العالي، مع التركيز على تطوير المناهج الدراسية في المدارس والجامعات. بالإضافة إلى ذلك، يسعى المشروع إلى توفير موارد تعليمية عالية الجودة للمناطق السكانية التي تعاني من تحديات اقتصادية واجتماعية، بما يساهم في تحسين جودة التعليم في مصر.

## منح حق الوصول للجميع
تم منح حق الوصول المجاني إلى جميع المواطنين المصريين عبر الإنترنت باستخدام رقم بطاقة الهوية الوطنية والبريد الإلكتروني للتسجيل. يقدر عدد المواطنين المصريين بأكثر من 92 مليون شخص. ولتسهيل عملية التسجيل، تم عقد حلقات دراسية في العديد من الجامعات العامة، مع توفير التدريب الرسمي للمعلمين من خلال برنامج "المعلمون أولاً"، الذي تديره وزارة التربية والتعليم المصرية. يساعد هذا البرنامج في توجيه المعلمين وتدريبهم على كيفية استخدام بنك المعرفة المصري في العملية التعليمية.

## المحتوى الذي تم فهرسته
موارد المكتبة عبر الإنترنت تشمل:
1. أتوميك تراننج لتوفير الدورات التدريبية
2. أكلاند أناتومي لدروس التشريح
3. مطبعة جامعة كامبرديج
4. سل بريس (ناشر للمجلات الطبية الحيوية)
5. سينجاج ليرنينج
6. مركز الزراعة والعلوم البيولوجية (كابي)
7. كيم سبايدر
8. كلينكال كاي
9. شركة دار المنظومة
10. ديسكفري أيديوكاشن
11. دكتورنال بلس
12. إبيسكو لخدمات المعلومات
13. إلزيفير
14. مجموعة اميرالد للنشر
15. موسوعة بريتانيكا
16. جمعية الهندسة والتقنية
17. ليكسس نيكسس
18. ناشيونال جيوغرافيك
19. نيو إنغلاند جورنال أوف ميديسين
20. ون كليك ديجيتال
21. دار نشر جامعة أكسفورد
22. العبيكان الرقمية
23. بروكويست
24. الجمعية الملكية
25. مجموعة سيج
26. سكوبس
27. سبرنجر
28. تايلور وفرانسيس
29. تومسون رويترز
30. جون وايلي أند سنز
31. ولترز كلوير
32. وول فرام ماثماتيكا

في البداية، كانت خدمة بنك المعرفة المصري محدودة بسبب محتواه من اللغة الإنجليزية، حيث يعرف 35٪ فقط من السكان حاليًا اللغة الإنجليزية كلغة إضافية كما يعرف ثُلث المصريين فقط كيفية الوصول إلى الإنترنت.

## وصلات خارجية
- الموقع الرسمي